# Байкалеин
Байкалеин (5,6,7-тригидроксифлавон) — это флавон, класс флавоноидов, извлекаемый из корня Scutellaria baicalensis (Шлемник байкальский) и Scutellaria lateriflora (Шлемник обыкновенный). Также он встречается в Oroxylum indicum (Ороксилум индийский) и тимьяне. Является агликоном байкалина. Байкалеин выступает одним из активных ингредиентов Шо-Сайко-То (Sho-Saiko-To) — китайской травяной добавки, улучшающей состояние печени, и используется в японской медицине Кампо.

## Биологическая активность
Байкалеин, наряду с его аналогом байкалином, благодаря своей способности связываться с субъединицами класса α2 и α3, является позитивным аллостерическим модулятором бензодиазепиновых и небензодиазепиновых участков рецепторов ГАМКα. В опытах на мышах байкалеин показал успокоительный эффект, при этом не влияя на восприятие или двигательную активность. Предполагается, что содержание байкалеина, как и других флавоноидов, в S. baicalensis и S. lateriflora может быть причиной их успокаивающего эффекта. Байкалеин является антиэстрогеном — антагонистом эстрогеновых рецепторов.
Данный флавоноид ингибирует определённые типы липоксигеназ и оказывает противовоспалительное воздействие. Также он оказывает антипролиферативное действие на стимулируемую эндотелином пролиферацию гладкомышечных клеток лёгочной артерии посредством подавления экспрессии каналов TRPC1. Вероятное антидепрессивное действие байкалеина было подтверждено в исследованиях на животных.
Байкалеин является ингибитором CYP2C9, энзимом системы цитохрома P450, которая метаболизирует лекарственные препараты в организме.
Производным байкалина является известный ингибитор пролил эндопептидазы.
Байкалеин ингибирует образование биоплёнки Золотистого стафилококка и чувство кворума in vitro.
В испытаниях in vitro байкалеин также доказал свою эффективность в борьбе со всеми формами бактерий Borrelia burgdorferi и Borrelia garinii.